# Light as a Feather
Pour la série télévisée, voir Light as a Feather (série télévisée).
Albums de Chick Corea & Return to Forever
Hymn of the Seventh Galaxy
(1973)
Light as a Feather  (1972) est le premier album officiel du groupe Return to Forever. Le précédent, qui portait comme titre Return to Forever, est sorti comme un album solo de Chick Corea et doit donc être considéré comme tel.

## Présentation de l'album
Il est produit par Chick Corea sur le label Polydor. La composition du groupe est la même que sur l'album précité, Stanley Clarke y joue uniquement de la contrebasse. Étant donné que le premier album n'a été diffusé qu'en 1975, celui-ci doit être considéré comme le premier enregistrement officiel du groupe.
Le premier titre est une composition de Corea, "You're Everything", il commence par un chant de Flora Purim et comporte un solo de flûte traversière de Joe Farrell. Le second titre, "Light as a Feather", est une composition de Stanley Clarke, la seule qui ne soit pas de Corea. La deuxième face du disque débute par "500 Miles High" qui, selon Corea, signifie avoir l'esprit qui vole haut. L'album se termine par un standard du jazz de Chick Corea, "Spain".
Le groupe brésilien Azymuth a fait une reprise de la pièce "Light as a Feather" sur l'album éponyme datant de 1979.

## Liste des titres
1. "You're Everything" – 5:11
2. "Light as a Feather" – 10:57
3. "Captain Marvel" – 4:53
4. "500 Miles High" – 9:07
5. "Children's Song" – 2:47
6. "Spain" – 9:51

Tous les titres ont été composés par Corea avec des textes de Neville Potter, à l'exception de "Light as a Feather" composé par Stanley Clarke avec des paroles de Flora Purim.
Bonus disc (1998 Remaster 2CD)
No.	Title	Writer(s)	Length
- 1.	"Matrix"	 	8:10
- 2.	"Light as a Feather" (Alternative Take)	Clarke, lyrics by Purim	10:46
- 3.	"500 Miles High" (Alternative Take)	Corea, lyrics by Potter	10:32
- 4.	"Children's Song" (Alternative Take)	 	3:58
- 5.	"Spain" (Composite Alternative Take)	Corea, Rodrigo	5:33
- 6.	"Spain" (Alternative Take)	Corea, Rodrigo	9:02
- 7.	"What Games Shall We Play Today?"	Corea, lyrics by Potter	3:52
- 8.	"What Games Shall We Play Today?" (Alternative Take 1)	Corea, lyrics by Potter	4:06
- 9.	"What Games Shall We Play Today?" (Alternative Take 2)	Corea, lyrics by Potter	3:46
- 10.	"What Games Shall We Play Today?" (Alternative Take 3)	Corea, lyrics by Potter	3:49

## Musiciens
- Chick Corea - piano électrique Fender Rhodes
- Stanley Clarke – contrebasse
- Joe Farrell – saxophone soprano, saxophone ténor, flûte
- Flora Purim – chant (CD1: 1-4, 6; CD2: 2, 3, 5-10), percussions
- Airto Moreira – batterie, percussions